# Nikola Vlašić
Nikola Vlašić (Split, 1997. október 4. –) világbajnoki bronzérmes horvát válogatott labdarúgó, a Torino játékosa. 2014-ben a The Guardian beválasztotta a világ legjobb 40 1997-ben született labdarúgója közé.

## Pályafutása

### Klubcsapatokban

#### Hajduk Split
A horvátországi Splitben született, édesapja Joško Vlašić atlétikaedző, nővére a világbajnok magasugró Blanka Vlašić. Édesapja úgy tekintett Nikola jövendő labdarúgó-pályafutására, mint egy „projektre”, ezért már négy éves korától foglalkozott vele.
Vlašić az Omladinac Vranjic akadémiáján pallérozódott, mielőtt 12 évesen a Hajduk Splitbe került. 14 évesen debütált a horvát U16-os válogatottban, az U17-es és U18-as korosztályokban is rendre idősebbekkel játszott. Közben klubjában is jól szerepelt, a 2013–2014-es szezonban, Andrija Balić társaként a középpályán, első helyen végzett veretlenül csapatával, a két fiatal ezt követően professzionális szerződést kapott. Ezután az U19-es csapatban szerepeltek.
Az első csapatban 2014. július 17-én mutatkozott be a Dundalk FC elleni EL-selejtezőn, ahol gólt is szerzett, ezzel a klub történetének legfiatalabb gólszerzője lett a nemzetközi kupákban: 16 évével és 9 hónapjával 2 hónappal előzte be az addigi csúcstartó Mario Tičinovićot. A szezonban 37 találkozón 4 gólt szerzett.
2016. június 30-án Lovre Kalinić mögé helyettes csapatkapitánynak nevezték ki. Mivel Kalinić az Európa-bajnokságon szerepelt a horvát válogatottal, 2016. július 14-én Vlašić első alkalommal vezethette ki csapatkapitányként a Splitet, az Iași ellen 2–2-re végződött Európa-liga selejtezőn. Fiatal kora ellenére még négyszer volt a szezonban csapatkapitány.

#### Everton
2017. augusztus 31-én ötéves szerződést írt alá az angol élvonalbeli Evertonnal. A Karamellások 10 millió font körüli összeget fizettek a Splitnek, a horvát klub még sosem adott el ennyi pénzért játékost Vlašić a két klub egymás elleni Európa-liga-selejtezőn nyűgözte le Ronald Koeman menedzsert és Steve Walsh sportigazgatót. Első gólját első Goodison Park-beli találkozóján, szeptember 28-án az Apóllon Lemeszú elleni EL-meccs 66. percében szerezte.

#### CSZKA Moszkva
2018. augusztus 5-én kölcsönbe került a 2018–19-es szezonra az orosz CSZKA Moszkva csapatához. Október 2-án győztes gólt lőtt a spanyol Real Madrid csapatának az UEFA-bajnokok ligájában. 2019. június 19-én 5 éves szerződést írt alá az orosz klubbal, az átigazolási díjat nem hozták nyilvánosságra.

#### West Ham United
2021. augusztus 31-én az angol Premier League-ben szereplő West Ham Unitedhez írt alá öt évre. Átigazolási díját nem hozták nyilvánosságra az érintett klubok, horvát sajtóértesülések szerint a londoni klub különböző bónuszokkal együtt 30 millió eurót fizetett érte.

### A válogatottban
A horvát labdarúgó-válogatottban 2017. május 28-án, Mexikó 2–1-es legyőzésekor mutatkozott be, a Los Angelesben rendezett találkozót végigjátszotta. 2024. május 20-án bekerült Zlatko Dalić szövetségi kapitány a 2024-es labdarúgó-Európa-bajnokságra készülő 26 fős keretébe.

## Statisztikák

### Klubcsapatokban
2019. október 6-i állapot szerint.
| Klub          | Szezon   | Bajnokság            | Bajnokság | Bajnokság | Kupa     | Kupa | Ligakupa | Ligakupa | Európa   | Európa | Összesen | Összesen |
| Klub          | Szezon   | Bajnokság            | Mérkőzés  | Gól       | Mérkőzés | Gól  | Mérkőzés | Gól      | Mérkőzés | Gól    | Mérkőzés | Gól      |
| ------------- | -------- | -------------------- | --------- | --------- | -------- | ---- | -------- | -------- | -------- | ------ | -------- | -------- |
| Hajduk Split  | 2014–15  | Prva HNL             | 27        | 3         | 5        | 0    | —        | —        | 5        | 1      | 37       | 4        |
| Hajduk Split  | 2015–16  | Prva HNL             | 23        | 1         | 3        | 0    | —        | —        | 8        | 1      | 34       | 2        |
| Hajduk Split  | 2016–17  | Prva HNL             | 30        | 4         | 1        | 0    | —        | —        | 6        | 0      | 37       | 4        |
| Hajduk Split  | 2017–18  | Prva HNL             | 6         | 3         | 0        | 0    | —        | —        | 6        | 0      | 12       | 3        |
| Hajduk Split  | Összesen | Összesen             | 86        | 11        | 9        | 0    | —        | —        | 25       | 2      | 120      | 13       |
| Everton       | 2017–18  | Premier League       | 12        | 0         | 0        | 0    | 1        | 0        | 6        | 2      | 19       | 2        |
| Everton       | Összesen | Összesen             | 12        | 0         | 0        | 0    | 1        | 0        | 6        | 2      | 19       | 2        |
| CSZKA Moszkva | 2018–19  | Orosz Premier League | 25        | 5         | 0        | 0    | —        | —        | 6        | 3      | 31       | 8        |
| CSZKA Moszkva | 2019–20  | Orosz Premier League | 30        | 12        | 2        | 0    | —        | —        | 6        | 1      | 38       | 13       |
| CSZKA Moszkva | 2020–21  | Orosz Premier League | 26        | 11        | 3        | 1    | —        | —        | 5        | 0      | 34       | 12       |
| CSZKA Moszkva | Összesen | Összesen             | 81        | 28        | 5        | 1    | 0        | 0        | 17       | 4      | 103      | 33       |
| Összesen      | Összesen | Összesen             | 179       | 39        | 14       | 1    | 1        | 0        | 48       | 8      | 242      | 48       |

### A válogatottban
2022. december 17-én lett frissítve.
| Nemzeti Csapat | Év       | Mérk. | Gólok |
| -------------- | -------- | ----- | ----- |
| Horvátország   | 2017     | 2     | 0     |
| Horvátország   | 2018     | 2     | 0     |
| Horvátország   | 2019     | 7     | 3     |
| Horvátország   | 2020     | 6     | 2     |
| Horvátország   | 2021     | 16    | 2     |
| Horvátország   | 2022     | 15    | 0     |
| Összesen       | Összesen | 48    | 7     |

### Válogatott góljai
2021. június 3-ai állapot szerint.
| #  | Időpont             | Helyszín                                    | Ellenfél      | Gólok | Eredmény | Kiírás                                       |
| -- | ------------------- | ------------------------------------------- | ------------- | ----- | -------- | -------------------------------------------- |
| 1. | 2019. szeptember 6. | Anton Malatinský Stadion, Trnava, Szlovákia | Szlovákia     | 1–0   | 4–0      | 2020-as labdarúgó-Európa-bajnokság selejtező |
| 2. | 2019. október 13.   | Cardiff City Stadion, Cardiff, Wales        | Wales         | 1–0   | 1–1      | 2020-as labdarúgó-Európa-bajnokság selejtező |
| 3. | 2019. november 16.  | Rujevica Stadion, Fiume, Horvátország       | Szlovákia     | 1–1   | 3–1      | 2020-as labdarúgó-Európa-bajnokság selejtező |
| 4. | 2020. október 11.   | Maksimir Stadion, Zágráb, Horvátország      | Svédország    | 1–0   | 2–1      | 2020–2021-es UEFA Nemzetek Ligája            |
| 5. | 2020. október 14.   | Maksimir Stadion, Zágráb, Horvátország      | Franciaország | 1–1   | 1–2      | 2020–2021-es UEFA Nemzetek Ligája            |

## Fordítás
Ez a szócikk részben vagy egészben  a   Nikola Vlašić című angol Wikipédia-szócikk ezen változatának fordításán alapul.  Az eredeti cikk szerkesztőit annak laptörténete sorolja fel. Ez a jelzés csupán a megfogalmazás eredetét és a szerzői jogokat jelzi, nem szolgál a cikkben szereplő információk forrásmegjelöléseként.